# Pediasia naumanni
Pediasia naumanni là một loài bướm đêm trong họ Crambidae.